# Carlos Ortiz (desambiguação)
Carlos Ortiz pode ser:
- Carlos Ortiz, escritor, cineasta e crítico de cinema brasileiro.
- Carlos Ortiz, boxeador portorriquenho que foi campeão mundial dos pesos leves em 1960.
- Carlos Alberto Ortiz, jogador de futebol colombiano, atualmente no elenco do Once Caldas.
- Carlos Ortiz Jiménez, jogador de futsal espanhol, atualmente jogando no Interviú Fadesa
- Carlos Ortiz Longo, engenheiro portorriquenho da NASA.
- Carlos Ortiz Soldán, diplomata peruano.